# Ле Поле, Сандра
Александра Йоханна (Сандра) Ле Поле (нидерл. Alexandra Johanna (Sandra) Le Poole, 20 октября 1959, Лейден, Нидерланды) — нидерландская хоккеистка (хоккей на траве), полевой игрок. Олимпийская чемпионка 1984 года, трёхкратная чемпионка мира 1978, 1983 и 1986 годов, чемпионка Европы 1984 года.

## Биография
Сандра Ле Поле родилась 20 октября 1959 года в нидерландском городе Лейден.
Играла в хоккей на траве за «Амстердамсе» и ХГК из Гааги.
В 1984 году завоевала золотую медаль чемпионата Европы в Лилле.
В том же году вошла в состав женской сборной Нидерландов по хоккею на траве на летних Олимпийских играх в Лос-Анджелесе и завоевала золотую медаль. Играла в поле, провела 5 матчей, мячей не забивала.
Трижды выигрывала золотые медали чемпионата мира — в 1978 году в Мадриде, в 1983 году в Куала-Лумпуре, в 1986 году в Амстелвене. По окончании чемпионата мира 1986 года, где она забила гол в финальном матче против сборной ФРГ (3:0), завершила игровую карьеру.
В 1978—1986 годах провела за сборную Нидерландов 83 матча, забила 29 мячей.
По окончании игровой карьеры работала тренером. Позже стала физиотерапевтом.